# Molsheim
Molsheim é uma comuna francesa na região administrativa de Grande Leste, no departamento Baixo Reno. Estende-se por uma área de 10,85 km². Em 2010 a comuna tinha 9 472 habitantes (densidade: 873 hab./km²).
Molsheim é famosa por ser sede da famosa empresa de carros superesportivos Bugatti.